# Trans-USA 1979
La temporada de 1979 de la Trans-USA, anomenada oficialment 1979 Trans-USA motocross series com a continuació de l'anteriorment anomenada Trans-AMA, fou la 1a edició d'aquest campionat, organitzat per l'AMA. El calendari oficial constava de 5 proves puntuables, celebrades entre el 23 de setembre i el 21 d'octubre.
Tot i que Mike Bell aconseguí dues victòries absolutes, el campió fou Kent Howerton, que n'aconseguí una (les mateixes que Brad Lackey i el belga André Malherbe).

## Rondes
Font:
| Ronda | Data           | Lloc                   | Guanyador      | Motocicleta |
| ----- | -------------- | ---------------------- | -------------- | ----------- |
| 1     | 23 de setembre | Lexington (Ohio)       | André Malherbe | Honda       |
| 2     | 30 de setembre | Buchanan (Michigan)    | Kent Howerton  | Suzuki      |
| 3     | 7 d'octubre    | New Berlin (Nova York) | Brad Lackey    | Kawasaki    |
| 4     | 14 d'octubre   | Braselton (Geòrgia)    | Mike Bell      | Yamaha      |
| 5     | 21 d'octubre   | Sonoma (Califòrnia)    | Mike Bell      | Yamaha      |

## Classificació final
| Posició | Pilot          | Motocicleta | Punts |
| ------- | -------------- | ----------- | ----- |
| 1       | Kent Howerton  | Suzuki      | 201   |
| 2       | Mike Bell      | Yamaha      | 191   |
| 3       | Darrell Shultz | Maico       | 160   |
| 4       | Chuck Sun      | Honda       | 143   |
| 5       | Brad Lackey    | Kawasaki    | 130   |
| 6       | Ario Englund   | Yamaha      | 103   |
| 7       | Broc Glover    | Yamaha      | 101   |
| 8       | Marty Moates   | Yamaha      | 100   |
| 9       | André Malherbe | Honda       | 83    |
| 10      | Danny Chandler | Maico       | 77    |